# Cyclopodia dubia
Cyclopodia dubia är en tvåvingeart som först beskrevs av John Obadiah Westwood 1835.  Cyclopodia dubia ingår i släktet Cyclopodia och familjen lusflugor. Inga underarter finns listade i Catalogue of Life.